# Media Source Extensions
Media Source Extensions (MSE) jest zestawem interfejsów programowania (API) przeglądarek internetowych, które pozwalają dynamicznie tworzyć multimedia na podstawie danych bajtowych. Bazowym zastosowaniem tej funkcjonalności jest np. obsługa streamingu na żywo, gdzie poszczególne fragmenty relacji są na bieżąco dostarczane do przeglądarki. Media Source Extensions mają także zastosowanie w przypadku usług typu VOD, jako że pozwalają na precyzyjną kontrolę bufora video, a także tego, którą część filmu otrzymuje użytkownik. Interface jest kompatybilny z Encrypted Media Extensions (EME), lecz nie powinien być z nim mylony, jako że są one od siebie całkowicie niezależne.
Media Source Extensions jest częścią standardu HTML5, a jego specyfikacja została opracowana przez W3C. 
Wraz z porzuceniem przez wsparcia dla wtyczki Adobe Flash Player zdecydowana większość serwisów streamingowych, takich jak: YouTube, Netflix, Twitch zaczęła wykorzystywać odtwarzacze wideo oparte właśnie na mechanice MSE. 

## Wsparcie przeglądarek
Współcześnie Media Source Extensions jest wspierane na większości przeglądarek. Wyjątek stanowią tylko urządzenia z rodziny iPhone, gdzie API nie jest dostępne.
| Komputery osobiste     | Komputery osobiste     | Komputery osobiste     | Komputery osobiste     | Komputery osobiste     | Komputery osobiste     | Urządzenia Mobilne         | Urządzenia Mobilne | Urządzenia Mobilne | Urządzenia Mobilne | Urządzenia Mobilne | Urządzenia Mobilne |
| Windows, Linux, Mac OS | Windows, Linux, Mac OS | Windows, Linux, Mac OS | Windows, Linux, Mac OS | Windows, Linux, Mac OS | Windows, Linux, Mac OS | iOS                        | Android            | Android            | Android            | Android            | Android            |
| Internet Explorer      | Edge                   | Chrome                 | Firefox                | Safari                 | Opera                  | Safari, Chrome, Firefox... | Edge               | Chrome             | Firefox            | Opera              | Samsung Internet   |
| ---------------------- | ---------------------- | ---------------------- | ---------------------- | ---------------------- | ---------------------- | -------------------------- | ------------------ | ------------------ | ------------------ | ------------------ | ------------------ |
| 11.0                   | 12+                    | 23-30                  | 25-41                  | 8+                     | 30+                    | iOS 13+                    | 12+                | 92+                | 90+                | 64+                | 9.2+               |
|                        |                        | 31+                    | 42+                    |                        |                        |                            |                    |                    |                    |                    |                    |

## Odtwarzacze wideo
- NexPlayer dla HTML5 obsługuje zarówno MSE, jak i EME dla HLS i DASH
- castLabs PRESTOplay wideo odtwarzacz dla HMTL5 używa MSE/EME do obsługi DASH/HLS
- Akamai Media Player jako współtwórca grupy Dash Industry Forum i projektu DASH.js
- Shaka Player, który jest otwarto-źródłową biblioteką odtwarzacza wideo w JavaScript wykorzystuje MSE/EME do obsługi protokołów DASH/HLS[11][12]
- The Video Player stworzony przez Comcast Technology Solutions
- THEOplayer od OpenTelly: do obsługi protokołów HLS i MPEG-DASH w środowisku HTML5[13]
- Viblast Player: odtwarzacze HLS i MPEG-DASH dla HTML5 bazują na MSE i EME[14]
- bitmovin's bitdash - odtwarzacz MPEG-DASH  dla HTML5 bazuje MSE/EME[15]
- dash-js dla HTML5 MSE[16][17]
- rx-player dla HTML5 MSE i EME (Streaming na żywo i VOD)[18]
- hls.js dla HTML5 MSE[19]
- hasplayer.js dla HTML5 MSE/EME, wsparcie dla DASH, Smooth Streaming i HLS
- JW Player 7 i późniejsze wersje do obsługi MPEG-DASH przy użyciu HTML5 MSE i EME
- SLDP HTML5 Player wspiera SLDP poprzez API MSE
- Azure Media Player wspiera MSE, EME, DASH, HLS, Flash, i Silverlight.
- Unreal HTML5 player wykorzystuje MSE do streamingu o niskich opóźnieniach poprzez WebSocket'y z wykorzystaniem Unreal Media Server
- Storm Player jako jeden z trybów wykorzystuje MSE do streamingu o ultra-niskich opóźnieniach z wykorzystaniem Storm Streaming Server[20]

## Zobacz także
- HTML5 video
- WebRTC
- WebSocket
- RTMP